# Euphoria (single)

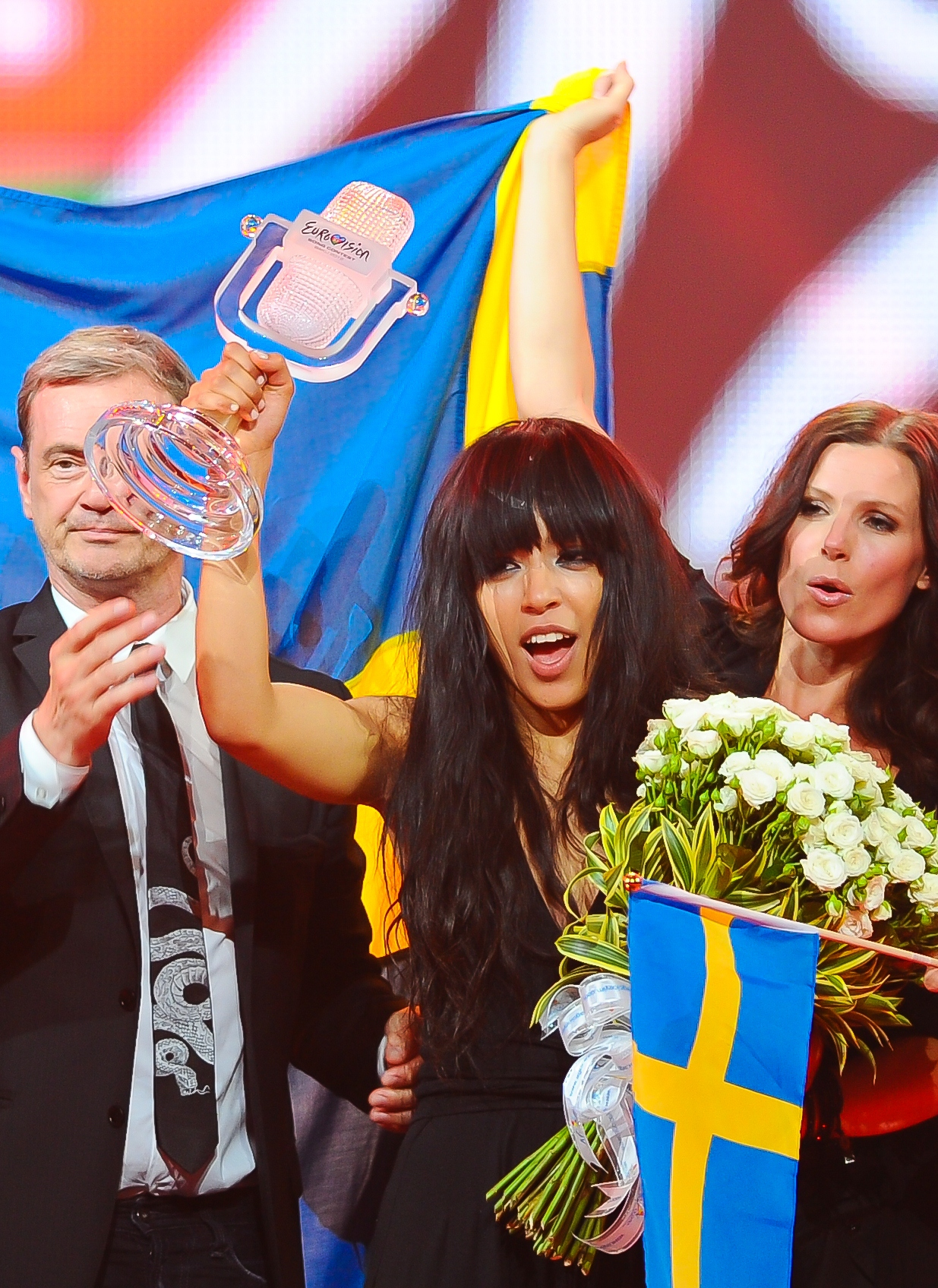
Loreen als winnaar van het Eurovisiesongfestival 2012

Euphoria van Loreen is het winnende lied van het 57e Eurovisiesongfestival 2012 in Bakoe. Zweden werd hierdoor het organiserende land van het Eurovisiesongfestival 2013.
In Nederland werd de single veel gedraaid op Radio 538, Radio 10, Radio 2 en 3FM en werd het een gigantische hit. Een week na haar overwinning kwam de single binnen op de tweede positie in de Mega Top 50 op 3FM. In de drie Nederlandse hitlijsten bereikte de single de tweede positie. 
In België kwam de single op de 3e positie de Vlaamse Ultratop 50 binnen en in de Vlaamse Radio 2 Top 30 op de 21e positie. De single verbleef uiteindelijk respectievelijk 16 en 13 weken in deze Vlaamse hitlijsten.
In Loreens thuisland Zweden bleef de single zes weken op de nummer 1-positie van de Singles Top 60 staan en behaalde vijf keer platina.

## Achtergrond
Het nummer is geschreven door Thomas Gustafsson en Peter Boström, dezelfde mannen die 'Stay' hebben geschreven, de Noorse inzending dat jaar.
Het nummer is de grootste Songfestivalhit in zowel de Top 40 als de Mega Top 50. In de Top 40 verzamelde het uiteindelijk 803 punten, waardoor Après toi van Vicky Leandros (1972) met 437 punten naar de tweede plaats werd verdrongen. Euphoria is ook het langst genoteerde nummer van het Eurovisiesongfestival in de Top 40 en de Mega Top 50.
De Nederlandse Lisa Lois maakte eind 2012 een cover van het nummer. Deze behaalde de 87e plek in de Single top 100. In 2021 heeft ook Floor Jansen het nummer gecoverd. Daarnaast zijn er covers van diverse internationale artiesten, waaronder Helen Sjöholm.

## Hitnoteringen

### Nederlandse Top 40
In de lijst met Eurovisiesongfestivalhits in de Top 40 staat Euphoria op nummer 1.
| Hitnotering: 02-06-2012 t/m 24-11-2012 | Hitnotering: 02-06-2012 t/m 24-11-2012 | Hitnotering: 02-06-2012 t/m 24-11-2012 | Hitnotering: 02-06-2012 t/m 24-11-2012 | Hitnotering: 02-06-2012 t/m 24-11-2012 | Hitnotering: 02-06-2012 t/m 24-11-2012 | Hitnotering: 02-06-2012 t/m 24-11-2012 | Hitnotering: 02-06-2012 t/m 24-11-2012 | Hitnotering: 02-06-2012 t/m 24-11-2012 | Hitnotering: 02-06-2012 t/m 24-11-2012 | Hitnotering: 02-06-2012 t/m 24-11-2012 | Hitnotering: 02-06-2012 t/m 24-11-2012 | Hitnotering: 02-06-2012 t/m 24-11-2012 | Hitnotering: 02-06-2012 t/m 24-11-2012 | Hitnotering: 02-06-2012 t/m 24-11-2012 | Hitnotering: 02-06-2012 t/m 24-11-2012 |
| Week:                                  | 1                                      | 2                                      | 3                                      | 4                                      | 5                                      | 6                                      | 7                                      | 8                                      | 9                                      | 10                                     | 11                                     | 12                                     | 13                                     | 14                                     |                                        |
| -------------------------------------- | -------------------------------------- | -------------------------------------- | -------------------------------------- | -------------------------------------- | -------------------------------------- | -------------------------------------- | -------------------------------------- | -------------------------------------- | -------------------------------------- | -------------------------------------- | -------------------------------------- | -------------------------------------- | -------------------------------------- | -------------------------------------- | -------------------------------------- |
| Positie:                               | 23                                     | 2                                      | 4                                      | 4                                      | 7                                      | 7                                      | 6                                      | 6                                      | 5                                      | 5                                      | 5                                      | 3                                      | 4                                      | 3                                      |                                        |
| Week:                                  | 15                                     | 16                                     | 17                                     | 18                                     | 19                                     | 20                                     | 21                                     | 22                                     | 23                                     | 24                                     | 25                                     | 26                                     |                                        |                                        |                                        |
| Positie:                               | 3                                      | 3                                      | 5                                      | 7                                      | 7                                      | 12                                     | 17                                     | 19                                     | 24                                     | 24                                     | 28                                     | 30                                     | uit                                    |                                        |                                        |

### Mega Top 50
| Hitnotering: 02-06-2012 t/m 24-11-2012 | Hitnotering: 02-06-2012 t/m 24-11-2012 | Hitnotering: 02-06-2012 t/m 24-11-2012 | Hitnotering: 02-06-2012 t/m 24-11-2012 | Hitnotering: 02-06-2012 t/m 24-11-2012 | Hitnotering: 02-06-2012 t/m 24-11-2012 | Hitnotering: 02-06-2012 t/m 24-11-2012 | Hitnotering: 02-06-2012 t/m 24-11-2012 | Hitnotering: 02-06-2012 t/m 24-11-2012 | Hitnotering: 02-06-2012 t/m 24-11-2012 | Hitnotering: 02-06-2012 t/m 24-11-2012 | Hitnotering: 02-06-2012 t/m 24-11-2012 | Hitnotering: 02-06-2012 t/m 24-11-2012 | Hitnotering: 02-06-2012 t/m 24-11-2012 | Hitnotering: 02-06-2012 t/m 24-11-2012 | Hitnotering: 02-06-2012 t/m 24-11-2012 |
| Week:                                  | 1                                      | 2                                      | 3                                      | 4                                      | 5                                      | 6                                      | 7                                      | 8                                      | 9                                      | 10                                     | 11                                     | 12                                     | 13                                     | 14                                     |                                        |
| -------------------------------------- | -------------------------------------- | -------------------------------------- | -------------------------------------- | -------------------------------------- | -------------------------------------- | -------------------------------------- | -------------------------------------- | -------------------------------------- | -------------------------------------- | -------------------------------------- | -------------------------------------- | -------------------------------------- | -------------------------------------- | -------------------------------------- | -------------------------------------- |
| Positie:                               | 2                                      | 6                                      | 10                                     | 7                                      | 4                                      | 7                                      | 7                                      | 7                                      | 7                                      | 5                                      | 2                                      | 3                                      | 2                                      | 4                                      |                                        |
| Week:                                  | 15                                     | 16                                     | 17                                     | 18                                     | 19                                     | 20                                     | 21                                     | 22                                     | 23                                     | 24                                     | 25                                     | 26                                     |                                        |                                        |                                        |
| Positie:                               | 5                                      | 4                                      | 7                                      | 11                                     | 13                                     | 14                                     | 23                                     | 22                                     | 23                                     | 32                                     | 33                                     | 48                                     | uit                                    |                                        |                                        |

### NederlandseSingle Top 100
| Hitnotering: 02-06-2012 t/m 26-01-2013 | Hitnotering: 02-06-2012 t/m 26-01-2013 | Hitnotering: 02-06-2012 t/m 26-01-2013 | Hitnotering: 02-06-2012 t/m 26-01-2013 | Hitnotering: 02-06-2012 t/m 26-01-2013 | Hitnotering: 02-06-2012 t/m 26-01-2013 | Hitnotering: 02-06-2012 t/m 26-01-2013 | Hitnotering: 02-06-2012 t/m 26-01-2013 | Hitnotering: 02-06-2012 t/m 26-01-2013 | Hitnotering: 02-06-2012 t/m 26-01-2013 | Hitnotering: 02-06-2012 t/m 26-01-2013 | Hitnotering: 02-06-2012 t/m 26-01-2013 | Hitnotering: 02-06-2012 t/m 26-01-2013 | Hitnotering: 02-06-2012 t/m 26-01-2013 | Hitnotering: 02-06-2012 t/m 26-01-2013 | Hitnotering: 02-06-2012 t/m 26-01-2013 | Hitnotering: 02-06-2012 t/m 26-01-2013 | Hitnotering: 02-06-2012 t/m 26-01-2013 | Hitnotering: 02-06-2012 t/m 26-01-2013 | Hitnotering: 02-06-2012 t/m 26-01-2013 | Hitnotering: 02-06-2012 t/m 26-01-2013 |
| Week:                                  | 1                                      | 2                                      | 3                                      | 4                                      | 5                                      | 6                                      | 7                                      | 8                                      | 9                                      | 10                                     | 11                                     | 12                                     | 13                                     | 14                                     | 15                                     | 16                                     | 17                                     | 18                                     | 19                                     | 20                                     |
| -------------------------------------- | -------------------------------------- | -------------------------------------- | -------------------------------------- | -------------------------------------- | -------------------------------------- | -------------------------------------- | -------------------------------------- | -------------------------------------- | -------------------------------------- | -------------------------------------- | -------------------------------------- | -------------------------------------- | -------------------------------------- | -------------------------------------- | -------------------------------------- | -------------------------------------- | -------------------------------------- | -------------------------------------- | -------------------------------------- | -------------------------------------- |
| Positie:                               | 2                                      | 6                                      | 8                                      | 6                                      | 6                                      | 6                                      | 4                                      | 4                                      | 5                                      | 4                                      | 3                                      | 4                                      | 3                                      | 4                                      | 5                                      | 9                                      | 10                                     | 10                                     | 12                                     | 27                                     |
| Week:                                  | 21                                     | 22                                     | 23                                     | 24                                     | 25                                     | 26                                     | 27                                     | 28                                     | 29                                     | 30                                     | 31                                     | 32                                     | 33                                     | 34                                     | 35                                     |                                        |                                        |                                        |                                        |                                        |
| Positie:                               | 23                                     | 22                                     | 10                                     | 16                                     | 12                                     | 24                                     | 43                                     | 45                                     | 60                                     | 32                                     | 30                                     | 30                                     | 41                                     | 52                                     | 78                                     | uit                                    |                                        |                                        |                                        |                                        |

### VlaamseUltratop 50
| Hitnotering: 02-06-2012 t/m 22-09-2012 (week 1 t/m 17) Hitnotering: 10-11-2012 t/m 17-11-2012 (week 18 t/m 19) Hitnotering: 12-01-2013 (week 20) | Hitnotering: 02-06-2012 t/m 22-09-2012 (week 1 t/m 17) Hitnotering: 10-11-2012 t/m 17-11-2012 (week 18 t/m 19) Hitnotering: 12-01-2013 (week 20) | Hitnotering: 02-06-2012 t/m 22-09-2012 (week 1 t/m 17) Hitnotering: 10-11-2012 t/m 17-11-2012 (week 18 t/m 19) Hitnotering: 12-01-2013 (week 20) | Hitnotering: 02-06-2012 t/m 22-09-2012 (week 1 t/m 17) Hitnotering: 10-11-2012 t/m 17-11-2012 (week 18 t/m 19) Hitnotering: 12-01-2013 (week 20) | Hitnotering: 02-06-2012 t/m 22-09-2012 (week 1 t/m 17) Hitnotering: 10-11-2012 t/m 17-11-2012 (week 18 t/m 19) Hitnotering: 12-01-2013 (week 20) | Hitnotering: 02-06-2012 t/m 22-09-2012 (week 1 t/m 17) Hitnotering: 10-11-2012 t/m 17-11-2012 (week 18 t/m 19) Hitnotering: 12-01-2013 (week 20) | Hitnotering: 02-06-2012 t/m 22-09-2012 (week 1 t/m 17) Hitnotering: 10-11-2012 t/m 17-11-2012 (week 18 t/m 19) Hitnotering: 12-01-2013 (week 20) | Hitnotering: 02-06-2012 t/m 22-09-2012 (week 1 t/m 17) Hitnotering: 10-11-2012 t/m 17-11-2012 (week 18 t/m 19) Hitnotering: 12-01-2013 (week 20) | Hitnotering: 02-06-2012 t/m 22-09-2012 (week 1 t/m 17) Hitnotering: 10-11-2012 t/m 17-11-2012 (week 18 t/m 19) Hitnotering: 12-01-2013 (week 20) | Hitnotering: 02-06-2012 t/m 22-09-2012 (week 1 t/m 17) Hitnotering: 10-11-2012 t/m 17-11-2012 (week 18 t/m 19) Hitnotering: 12-01-2013 (week 20) | Hitnotering: 02-06-2012 t/m 22-09-2012 (week 1 t/m 17) Hitnotering: 10-11-2012 t/m 17-11-2012 (week 18 t/m 19) Hitnotering: 12-01-2013 (week 20) | Hitnotering: 02-06-2012 t/m 22-09-2012 (week 1 t/m 17) Hitnotering: 10-11-2012 t/m 17-11-2012 (week 18 t/m 19) Hitnotering: 12-01-2013 (week 20) | Hitnotering: 02-06-2012 t/m 22-09-2012 (week 1 t/m 17) Hitnotering: 10-11-2012 t/m 17-11-2012 (week 18 t/m 19) Hitnotering: 12-01-2013 (week 20) | Hitnotering: 02-06-2012 t/m 22-09-2012 (week 1 t/m 17) Hitnotering: 10-11-2012 t/m 17-11-2012 (week 18 t/m 19) Hitnotering: 12-01-2013 (week 20) | Hitnotering: 02-06-2012 t/m 22-09-2012 (week 1 t/m 17) Hitnotering: 10-11-2012 t/m 17-11-2012 (week 18 t/m 19) Hitnotering: 12-01-2013 (week 20) | Hitnotering: 02-06-2012 t/m 22-09-2012 (week 1 t/m 17) Hitnotering: 10-11-2012 t/m 17-11-2012 (week 18 t/m 19) Hitnotering: 12-01-2013 (week 20) | Hitnotering: 02-06-2012 t/m 22-09-2012 (week 1 t/m 17) Hitnotering: 10-11-2012 t/m 17-11-2012 (week 18 t/m 19) Hitnotering: 12-01-2013 (week 20) | Hitnotering: 02-06-2012 t/m 22-09-2012 (week 1 t/m 17) Hitnotering: 10-11-2012 t/m 17-11-2012 (week 18 t/m 19) Hitnotering: 12-01-2013 (week 20) | Hitnotering: 02-06-2012 t/m 22-09-2012 (week 1 t/m 17) Hitnotering: 10-11-2012 t/m 17-11-2012 (week 18 t/m 19) Hitnotering: 12-01-2013 (week 20) | Hitnotering: 02-06-2012 t/m 22-09-2012 (week 1 t/m 17) Hitnotering: 10-11-2012 t/m 17-11-2012 (week 18 t/m 19) Hitnotering: 12-01-2013 (week 20) | Hitnotering: 02-06-2012 t/m 22-09-2012 (week 1 t/m 17) Hitnotering: 10-11-2012 t/m 17-11-2012 (week 18 t/m 19) Hitnotering: 12-01-2013 (week 20) | Hitnotering: 02-06-2012 t/m 22-09-2012 (week 1 t/m 17) Hitnotering: 10-11-2012 t/m 17-11-2012 (week 18 t/m 19) Hitnotering: 12-01-2013 (week 20) | Hitnotering: 02-06-2012 t/m 22-09-2012 (week 1 t/m 17) Hitnotering: 10-11-2012 t/m 17-11-2012 (week 18 t/m 19) Hitnotering: 12-01-2013 (week 20) | Hitnotering: 02-06-2012 t/m 22-09-2012 (week 1 t/m 17) Hitnotering: 10-11-2012 t/m 17-11-2012 (week 18 t/m 19) Hitnotering: 12-01-2013 (week 20) |
| Week: | 1 | 2 | 3 | 4 | 5 | 6 | 7 | 8 | 9 | 10 | 11 | 12 | 13 | 14 | 15 | 16 | 17 | | 18 | 19 | | 20 | |
| --- | --- | --- | --- | --- | --- | --- | --- | --- | --- | --- | --- | --- | --- | --- | --- | --- | --- | --- | --- | --- | --- | --- | --- |
| Positie: | 3 | 1 | 3 | 2 | 2 | 3 | 6 | 6 | 7 | 7 | 11 | 18 | 20 | 20 | 29 | 47 | 50 | uit | 49 | 49 | uit | 36 | uit |

### VlaamseRadio 2 Top 30
| Hitnotering: 02-06-2012 t/m 25-08-2012 | Hitnotering: 02-06-2012 t/m 25-08-2012 | Hitnotering: 02-06-2012 t/m 25-08-2012 | Hitnotering: 02-06-2012 t/m 25-08-2012 | Hitnotering: 02-06-2012 t/m 25-08-2012 | Hitnotering: 02-06-2012 t/m 25-08-2012 | Hitnotering: 02-06-2012 t/m 25-08-2012 | Hitnotering: 02-06-2012 t/m 25-08-2012 | Hitnotering: 02-06-2012 t/m 25-08-2012 | Hitnotering: 02-06-2012 t/m 25-08-2012 | Hitnotering: 02-06-2012 t/m 25-08-2012 | Hitnotering: 02-06-2012 t/m 25-08-2012 | Hitnotering: 02-06-2012 t/m 25-08-2012 | Hitnotering: 02-06-2012 t/m 25-08-2012 | Hitnotering: 02-06-2012 t/m 25-08-2012 |
| Week:                                  | 1                                      | 2                                      | 3                                      | 4                                      | 5                                      | 6                                      | 7                                      | 8                                      | 9                                      | 10                                     | 11                                     | 12                                     | 13                                     |                                        |
| -------------------------------------- | -------------------------------------- | -------------------------------------- | -------------------------------------- | -------------------------------------- | -------------------------------------- | -------------------------------------- | -------------------------------------- | -------------------------------------- | -------------------------------------- | -------------------------------------- | -------------------------------------- | -------------------------------------- | -------------------------------------- | -------------------------------------- |
| Positie:                               | 21                                     | 7                                      | 4                                      | 2                                      | 3                                      | 5                                      | 7                                      | 8                                      | 11                                     | 17                                     | 20                                     | 23                                     | 29                                     | uit                                    |

### NPO Radio 2 Top 2000
Sinds het jaar van uitkomen is het nummer vertegenwoordigd in de Top 2000 van NPO Radio 2.

| Nummer met noteringen in de NPO Radio 2 Top 2000 | '12 | '13 | '14  | '15  | '16  | '17  | '18  | '19  | '20  | '21  | '22  | '23  | '24  |
| ------------------------------------------------ | --- | --- | ---- | ---- | ---- | ---- | ---- | ---- | ---- | ---- | ---- | ---- | ---- |
| Euphoria                                         | 484 | 881 | 1413 | 1501 | 1919 | 1932 | 1932 | 1974 | 1468 | 1344 | 1202 | 1122 | 1515 |

1. ↑  Een vetgedrukt getal geeft de hoogste notering aan.
2. ↑  2012 was het eerste jaar met een notering voor dit nummer.